# Фронт освобождения животных
«Фронт освобождения животных» (ФОЖ; англ. Animal Liberation Front, ALF) — основанное в 1976 году международное подпольное движение безлидерного сопротивления, объединяющее вегетарианцев и веганов, практикующее «прямые действия» для освобождения животных, находящихся в неволе. В соответствии с его директивами, любая акция, ведущая к освобождению животных, при которой соблюдены все разумные меры по предотвращению вреда человеческой и не человеческой жизни, может быть названа акцией «Фронта освобождения животных». Активисты ФОЖ освобождают животных из научных лабораторий и звероферм, находят им жилища и ветеринарную помощь, а также разрушают предприятия, задействованные в отраслях промышленности, использующих животных. Тайные отделения «Фронта», состоящие из небольших групп или отдельных людей, действуют в более чем 40 странах, включая Россию; в некоторых странах действуют также публичные отделения, занимающиеся поддержкой тайных добровольцев. По собственным заявлениям, ФОЖ не использует насилие, однако движение подвергалось критике в связи с тем, что его активисты или представители в различных ситуациях не осуждали применение силы, либо сами использовали её под именем ФОЖ и других организаций. Эта критика сопровождалась разногласиями внутри движения за права животных по поводу допустимости таких действий.
«Фронт освобождения животных» признан ФБР представляющим террористическую угрозу. В 2005 году движение находилось в запланированном для выпуска документе Министерства внутренней безопасности США среди внутренних террористических угроз, на борьбу с которыми должны быть направлены государственные ресурсы. В 2002 году организация Southern Poverty Law Center (SPLC), отслеживающая проявления экстремизма в США, отметила участие «Фронта» в кампании Stop Huntingdon Animal Cruelty и оценила проявившиеся в ходе протеста тактики как террористические. В более позднем докладе SPLC было сказано, что, несмотря на порчу имущества членами ФОЖ, в ходе их акций никто не был убит. В Великобритании акции «Фронта» считаются экстремистскими и регулируются государственной организацией National Extremism Tactical Coordination Unit, созданной в 2004 году для наблюдения как за этим движением, так и другой нелегальной активностью в сфере борьбы за права животных.

## Возникновение

### «Отряд милосердия»
Предпосылки для появления «Фронта освобождения животных» возникли в декабре 1963 года, когда британский журналист Джон Престиж должен был подготовить репортаж о мероприятии с участием борзых собак, где он стал свидетелем преследования и убийства беременной оленихи охотниками. В знак протеста журналист основал «Ассоциацию саботажников охоты», состоявшую из групп добровольцев, обученных сбивать охотничьих собак со следа, издавая звуки и подкладывая ложные приманки.
По данным писателя Ноела Молланда, следившего за движением за права животных, одна из таких групп была основана в 1971 году студентом юридического факультета города Лутона Ронни Ли. В 1972 году Ли совместно с другим активистом, Клиффом Гудманом, решили перейти к более активным действиям. Они основали «Отряд милосердия», позаимствовав название у молодёжного сообщества против жестокости к животным, и совместно с небольшой группой активистов начали прокалывать шины и разбивать стёкла в автомобилях охотников с целью заранее предотвратить начало охоты вместо попыток остановить её в процессе.
В 1973 году члены «Отряда» узнали о стройке научной лаборатории компании Hoechst возле британского города Милтон-Кинс. 10 ноября два активиста устроили пожар в здании, нанося убыток в 26 000 фунтов. Через шесть дней они вернулись и подожгли незатронутую часть лаборатории. Эти действия стали первым известным поджогом в истории движения за освобождение животных. В июне 1974 года двое участников «Отряда» подожгли несколько судов, вовлечённых в ежегодную охоту на тюленей на берегу Норфолка. По словам Молланда, после случившегося охота на тюленей в этой области прекратилась. С июня по август «Отрядом» было проведено восемь операций по повреждению зданий и автомобилей, направленных на лаборатории, где проходили тесты на животных, имущество заводчиков куриц и магазины оружия. Первая акция «Отряда милосердия» по освобождению животных прошла в тот же период времени. Активисты выпустили из клеток несколько морских свинок на ферме в Уилтшире, после чего её владелец был вынужден закрыть предприятие, опасаясь других нападений. Вопросы о допустимости повреждении имущества привели к разногласиям внутри формирующегося движения. В июле 1974 года «Ассоциация саботажников охоты» предложила награду в 250 фунтов за идентифицирующую информацию об «Отряде милосердия» и сообщила СМИ о своей поддержке идеалов этой группы, но несогласии с методами.

### Формирование «Фронта освобождения животных»
В августе 1974 года Ли и Гудман были арестованы за участие в нападении на лабораторию в Бистере. Во время судебного процесса возле здания суда ежедневно проходили демонстрации, среди участников которых был член парламента от партии лейбористов в Лутоне Ивор Клемитсон. Активисты были приговорены к трём годам тюремного заключения. В тюрьме Ли впервые в истории движения объявил голодовку ради получения веганской пищи и одежды. Гудман и Ли были условно-досрочно освобождены через 12 месяцев. Пребывание Ли в заключении лишь привело к более радикальным взглядам, проявившимся весной 1976 года. Он собрал 30 человек, объединив оставшихся активистов «Отряда милосердия» и набрав новых. Молланд писал, что старое название группы уже не выглядело подходящим для движения, которое Ли считал революционным. Ронни Ли хотел выбрать название, преследующее людей, использующих животных. Таким образом был создан «Фронт освобождения животных».

## Структура и принципы

### Публичные и тайные отделения
Движение делится на публичные и тайные группы, является полностью децентрализованным, не имеет чёткой структуры и возможности формального членства, что создаёт проблему привлечения конкретных людей к юридической ответственности. Предполагается, что добровольцы должны придерживаться установленных принципов «Фронта освобождения животных» при желании ассоциировать себя с движением:
- Наносить экономический ущерб тем, кто зарабатывает деньги на страданиях и эксплуатации животных.
- Освобождать животных из мест, где им причиняют вред, — со звероферм, ферм, из лабораторий и т. д. — и пристраивать туда, где они смогут жить полноценной жизнью, свободной от страданий.
- С помощью проведения ненасильственных акций прямого действия и освобождения животных открывать глаза общественности на ужасы и проявления жестокости к животным за закрытыми дверьми.
- Предпринимать все возможные меры предосторожности, чтобы не причинить вреда людям и животным.
- Любой человек или группа людей, являющиеся вегетарианцами или веганами и проводящие акции согласно директивам «Фронта освобождения животных», имеют право считать себя частью «Фронта».[8][9]

Работает несколько публичных отделений, занимающихся поддержкой тайных добровольцев. Группа сторонников «Фронта освобождения животных» называет заключённых активистов узниками совести и за небольшие ежемесячные взносы позволяет каждому человеку стать её членом. Группа поддержки заключённых веганов, созданная в 1994 году, когда один из активистов ФОЖ, Кейт Манн, был впервые посажен в тюрьму, связывается с управляющими тюрьм в Великобритании, пытаясь обеспечить заключённых активистов веганскими продуктами. Пресс-служба «Фронта» получает и публикует анонимные сообщения от добровольцев. Она считается отдельной организацией, финансируемой через общественные пожертвования, но в 2006 году Верховным судом Англии было постановлено, что её пресс-агент Робин Вебб являлся одной из основных фигур ФОЖ.
Доступны три издания, тесно связанных с движением. Arkangel — британский журнал, выходящий два раза в год, основанный Ронни Ли. Bite Back — сайт, на котором активисты берут ответственность за конкретные проведённые акции. Так, по его докладу, вышедшему в 2005 году, только в 2004 году члены ФОЖ освободили 17 262 животных и заявили о 554 акциях вандализма и поджогов. Существует также журнал No Compromise, основанный в Сан-Франциско, и публикующий отчёты об акциях «Фронта».

### Философия «прямого действия»
Активисты «Фронта освобождения животных» утверждают, что животные не должны рассматриваться как собственность, и что ни учёные, ни работники промышленности не имеют прав на владение живыми существами. По мнению ФОЖ, отказ от признания этого является проявлением видовой дискриминации — приписывания определённого значения существам лишь на основании их принадлежности к какому-либо виду — что морально некорректно так же, как расизм или сексизм. «Фронт» отвергает позицию сторонников улучшения жизни животных и говорит, что его целью является не увеличение размера клеток для животных, а их опустошение. Активисты считают, что животные никогда справедливо не были чьей-то собственностью, в связи с чем рассматривают выпуск животных из лабораторий и ферм как освобождение, а не кражу.
Несмотря на то, что «Фронт» выступает против применения физической силы, многие его активисты допускают возможность повреждения имущества и не причисляют таковое к насильственным действиям, сравнивая разрушение лабораторий и других предприятий с акциями движения Сопротивления по подрыву газовых камер в нацистской Германии. Причиной для подобных акций представители ФОЖ считают то, что исключительно освобождение животных из лаборатории приведёт к их замене другими, но при её уничтожении этот процесс замедлится и вызовет бо́льшие финансовые издержки, вероятно, делая проведение опытов на животных слишком дорогим. По мнению «Фронта», такой экономический ущерб заставит людей искать более гуманные альтернативы.

## Деятельность «Фронта освобождения животных» в разных странах

### Деятельность в России
Некоторые российские СМИ, в частности агентство «Регнум», называет ФОЖ «международной подпольной организацией защитников прав животных».
Действия российского «Фронта освобождения животных» начались в 2000 году на юге России, предположительно в Сочи. Административные здания мясоперерабатывающих предприятий и их транспорт были неоднократно расписаны лозунгами. На заборе местного цирка появились граффити c надписью «Цирк — камера пыток». Далее последовали акции против использования меха животных: несколько рекламных щитов расписаны лозунгами против натурального меха. Аналогичные надписи появились на магазине, торгующем мехами. Его рекламный щит был сожжён. Ответственность за действия впервые в России взял на себя «Фронт». В Сочи из зоопарка активистами «Фронта освобождения животных», с юридической точки зрения, выкраден, а по мнению защитников животных, освобождён енот.
Свои первые акции по освобождению животных «Фронт» провёл в Москве. 21 апреля 2004 года активисты «Фронта освобождения животных» проникли в виварий Первой медицинской академии им. Анохина Российской академии медицинских наук, сломав двери и испортив оборудование. Из его помещения было вынесено 119 лягушек, предназначенных для опытов. Как следует из опубликованного заявления, все лягушки были вывезены за пределы города и отпущены на свободу. В качестве доказательства на сайте «Группы поддержки ФОЖ» была размещена видеозапись. Очень скоро последовало следующее действие: 8 мая из вивария биологического факультета Московского государственного университета исчезли 110 крыс и 5 кроликов. При этом были сломаны несколько клеток, нанесён серьёзный экономический ущерб и сорвано много экспериментов. На стенах оставлены надписи с призывами против вивисекции.
По мнению заведующего кафедрой Высшей нервной деятельности МГУ Валерия Шульговского, акция «Фронта освобождения животных» в виварии МГУ была бессмысленна:
Животные не выживут в природе, они даже боятся покидать клетку. И главное, на этих крысах мы разрабатывали средства против алкоголизма. Эти крысы не могут пить чистую воду, только разбавленную спиртом
По мнению учёных МГУ, выпущенные активистами «Фронта освобождения животных» животные через несколько дней погибли, поскольку были не приспособлены к жизни вне лаборатории.
В 2005 году активисты «Фронта» похитили из племсовхоза «Пушкинский» в Подмосковье 205 хорьков, выпустив их на свободу в лесу. Замдиректора племсовхоза Светлана Юмашева после серии нападений активистов «Фронта освобождения животных» называет их «фашистами». По её словам, часть зверьков сотрудникам племсовхоза удалось отловить. Хорьки нашли моток старой сетки, из которой делают клетки, и сбились вокруг неё в кучу — животных, никогда не живших в условиях воли, пугал лес; часть хорьков погибли.
В 2006 году в результате неоднократных нападений на питомник лабораторных животных в деревне Сидориха Московской области активистами «Фронта» было выпущено более 20 000 крыс, хомяков и мышей.
В том же году в Ленинградской области они похитили 500 лабораторных крыс. 3 сентября 2006 года они пробрались на звероферму в Ленинградской области, освободив 32 000 норок.
В 2006 году они выпустили на волю около 10 000 лабораторных крыс, мышей и хомяков из питомника «Столбовая» в Чеховском районе Московской области, чем, по данным газеты «Известия» вызвали переполох среди местных жителей и дачников, которые, пытаясь справиться с нашествием грызунов, обращались в МЧС, милицию и травили их с помощью ядов.
В декабре 2007 года журналистом газеты «МК» Мариной Черницыной была опубликована статья «Побег из крысятника», в которой рассказывалось о задержании «зелёных хулиганов», «освободивших» 18 000 лабораторных грызунов с территории питомника НЦБМТ РАМН «Столбовая» в Чеховском районе Московской области. Неназванный представитель УВД Чеховского района сообщил о задержании 14 человек с пистолетами и газовыми баллончиками и возбуждении уголовного дела по факту грабежа. Все задержанные отрицали свою причастность к «Фронту освобождения животных» или любым другим экстремистским организациям. Репортёр связался с одним из задержанных в сентябре, 20-летним Артуром Волковым, который заявил в ходе интервью:
Одно время я был мясником. Да-да, разделывал туши животных. Могу и человека разделать… И порой с человеком я бы это сделал с большей охотой, чем с животным. С чего мы вообще взяли, что можем подчинять себе зверей? И ставить на них различные опыты. Для этого за границей существуют альтернативные способы. Испытывать лекарства, косметику и оружие можно с помощью химии и компьютеров.
После длительного перерыва активисты "Фронта" заявили о своём возрождении, выкрав и выпустив на волю 13 птиц из частного зверинца.
В 2016 они подожгли коневоз конного клуба в Подмосковье, а также распространили письмо с угрозами к владельцу клуба с требованиями прекратить деятельность, связанную с животными.

### Деятельность в США
Американская «ветвь» «Фронта» прежде имела связи с другой организацией, «Люди за этичное обращение с животными» (People for the Ethical Treatment of Animals, PETA), и предоставляла ей записи экспериментов над животными, украденные из лаборатории.
По данным Департамента юстиции США, за период с 1979 по 1993 год на территории США во имя освобождения животных активистами «Фронта» было совершено около 313 актов вандализма, погромов, краж и поджогов. В частности, атакам подверглись Университет Миннесоты, Корнеллский университет, Государственный университет Юты и др.
В 2006 году была арестована группа из 11 человек, причислявших себя к «Фронту освобождения животных» и ELF. По данным обвинения, в течение пяти лет группа совершала преступные вылазки, ставящие собой целью нанести урон экономике США. Объектами нападений становились линии электропередач и фермерские хозяйства. Обвинительный акт содержит 65 пунктов преступлений, общий ущерб от причинённых действий группы составляет 23 млн долларов США.
Госдепартамент США и Федеральное Бюро Расследований причисляют «Фронт освобождения животных» к террористическим организациям.
Глава департамента по борьбе с терроризмом ФБР Джеймс Харбоу заявил, что с 1996 года члены ФОЖ совершили в США более 600 уголовно наказуемых деяний, ущерб от которых превысил 43 млн долларов. При этом официальные представители ФБР опровергают утверждения самих членов ФОЖ, которые говорят о ненасильственном характере своих действий.
В 1982 году участники «Департамента справедливости» направили посылки с бомбами в адреса руководителей парламентских фракций и тогдашнего премьер-министра Великобритании Маргарет Тэтчер.
В 1984 году «Фронт освобождения животных» начал кампанию против международного концерна Mars, производящего продукты питания. Зоозащитники требовали прекратить от концерна проводить испытания на обезьянах, в частности, исследования по влиянию продукции на развитие кариеса. 17 ноября 1984 года в редакцию газеты Sunday Mirror позвонил человек, представившийся активистом «Фронта освобождения животных», и заявил, что в рамках акции «Фронта освобождения животных» шоколадки от компании Mars загрязнены крысиным ядом.
Концерну пришлось спешно изымать из продажи всю свою шоколадную продукцию. Убытки Mars составили 4,5 миллиона долларов.
В ноябре 2004 года произошёл первый инцидент, в ходе которого, по данным правоохранительных органов США, члены «Фронта освобождения животных» использовали ядовитые вещества. Активисты проникли в лабораторию в университете Айовы, выпустили на волю около 400 животных, а затем разлили на полу опасные химические вещества. По мнению руководителя лаборатории Марка Бламберга, нападавшие поступили с животными хуже, чем те, кого они обвиняют — многие из животных погибли, утонув в химикалиях. Через несколько дней один из активистов «Фронта освобождения животных» Дэвид Скортон признал ответственность «Фронта» за взятие лаборатории, но при этом он заявлял лишь о том, что все животные были выпущены на волю.
В 2007 году активисты ФОЖ, входившие в группу под названием «Семья», взяли кредит в банке, на который они приобрели зажигательную бомбу и установили её, незаконно проникнув в частный дом профессора-исследователя обезьян-приматов Университета Калифорнии в Лос-Анджелесе. Группа была захвачена при помощи осведомителей. По версии следствия, в случае если бы устройство сработало, шансов выжить у учёного бы не было. По мнению помощника Генерального прокурора Стефана Пейфера, это является «классическим терроризмом». Представитель Центра защиты гражданских свобод США назвал этот процесс первым в истории Соединённых Штатов, в котором федеральное правительство ищет признаки терроризма в преступлениях против чужой собственности, не приведших к телесным повреждениям или смерти людей.

## Критика
Веб-сайт Wisegeek.com и Discoverthenetworks.org называют «Фронт освобождения животных» «радикальной группой, выступающей за права животных», а также «экстремистской группой».

«Новая газета» причисляет «ФОЖ» к числу радикальных анархистских организаций. Как считали журналисты Новой газеты в 2009 году, ФОЖ — это 
одна из самых радикальных и странных для обывателя анархистских практик. В России именно ФОЖ стал вдохновителем более открытых зоозащитных инициатив
Конгрессмен от Республиканской партии США из штата Колорадо Скотт Макиннис, характеризуя деятельность ФОЖ и других похожих организаций, предсказав, что «человеческие жертвы — дело всего лишь времени», отметил, что нападения экотеррористов на фермы и поджоги горнолыжных курортов, наподобие того что случился в 1998 году в его округе Вейл — лишь часть более широкого конфликта между Старым и Новым Западом. По его мнению, борцы за экологию из числа вновь прибывших превосходят по своей численности фермеров, лесорубов, шахтёров и других лиц, чье существование зависит от природных ресурсов, что то способствует росту и других видов преступлений на сельскохозяйственном Западе, включая хищение природных ресурсов и нападения на правительственных чиновников, занимающихся вопросами землепользования.
Активисты «Фронта освобождения животных» в 2006 году пробрались в швейцарский цирк Circus Royal, чтобы выпустить на свободу белого сибирского тигра. Оказавшись около клетки хищника, защитники животных изменили свои намерения. Вместо тигра был «освобождён» белый кролик — домашний питомец дочки клоуна.